# Temporada 1969 de las Grandes Ligas de Béisbol
La Temporada 1969 de las Grandes Ligas de Béisbol comenzó el 7 de abril y se celebró como el centenario del béisbol profesional, en honor al primer equipo profesional de béisbol, Cincinnati Red Stockings.
Fue la primera temporada de lo que ahora se conoce como la "Era Divisional", donde cada liga de 12 equipos se dividieron en dos divisiones de seis equipos cada uno. Los ganadores de cada división competían entre sí en una Serie de Campeonato de la Liga, en ese entonces al mejor de cinco, para determinar los ganadores de los banderines que se enfrentarían entre sí en la Serie Mundial.
El Juego de las Estrellas fue disputado el 23 de julio en el Robert F. Kennedy Memorial Stadium y fue ganado por la Liga Nacional con un marcador de 9-3.
En un año marcado por la segunda expansión de la década, New York Mets y Baltimore Orioles se enfrentaron en la Serie Mundial. Habiendo ganado la División Este de la Liga Nacional con una marca de 100-62, y barriendo al campeón de la División Oeste de la Liga Nacional, Atlanta Braves en tres partidos en la primera Serie de Campeonato de la Liga Nacional,los Milagrosos Mets se convirtieron en el primer equipo de expansión en ganar un banderín. Se enfrentaron al campeón de la División Este de la Liga Americana, Baltimore Orioles, poseedores de la mejor marca en el béisbol (109-53), que barrió al campeón de la División Oeste de la Liga Americana, Minnesota Twins en tres partidos en la primera Serie de Campeonato de la Liga Americana. Mets sorprendió a los favoritos Orioles y ganó el título de la serie mundial en cinco juegos.

## Cambios en las reglas
En un esfuerzo por contrarrestar una tendencia de partidos de baja puntuación, la MLB adoptó dos medidas durante los Encuentros de Invierno de Béisbol celebrados en diciembre de 1968. La zona de Strike se redujo a la zona sobre el plato entre las axilas y la parte superior de las rodillas de Un bateador Además, la altura del montículo de lanzamiento se redujo de 15 pulgadas a 10 pulgadas, y se recomendó que la pendiente sea gradual y uniforme en cada parque.
Un salvamiento se convirtió en una estadística oficial de la MLB para recompensar a los lanzadores relevistas que preservan una ventaja mientras terminan un juego.

## Juegos Divisionales
Como parte de la expansión de 1969, cada liga debía ser dividida en dos divisiones de seis equipos cada uno, con cada liga que llevaba a cabo una serie del campeonato de la liga al mejor de cinco para decidir el banderín. La Liga Americana se dividió puramente a lo largo de líneas geográficas, pero cuando llegó a asignar divisiones en la Liga Nacional, los Chicago Cubs y St. Louis Cardinals insistieron en ser colocados en la misma división con los New York Mets y Philadelphia Phillies, lo que generaba un calendario con partidos más lucrativos para la división Este. Así, Atlanta y Cincinnati fueron colocaron en el Oeste. Esta alineación también abordó las preocupaciones de que poner los tres clubes más fuertes de la liga-St. Louis, San Francisco y los Cachorros- en el Oeste resultarían en desigualdad divisional.
Los Padres y los Expos terminaron cada uno con 110 derrotas y en el fondo de sus respectivas divisiones. Los Royals lo hicieron mejor, terminando 69-93 y en cuarto en el Oeste de la Liga Americana. A pesar de que los Pilots lograron evitar la pérdida de 100 juegos (terminaron 64-98, último en el Oeste de la Liga Americana), los problemas financieros conducirían a una batalla por el control del equipo, terminando con la bancarrota y la venta del equipo a Bud Selig y su movimiento a Milwaukee, Wisconsin como Milwaukee Brewers para la temporada 1970. Las consecuencias legales de la batalla conducirían eventualmente a la expansión de la temporada en 1977.

## Premios y honores
- MVP
  - Carlos Torres, Minnesota Twins (AL)
  - Willie McCovey, San Francisco Giants (NL)
- Premio Cy Young
  - Denny McLain, Detroit Tigers (AL)
  - Mike Cuellar, Baltimore Orioles (AL)
  - Tom Seaver, New York Mets (NL)
- Novato del año
  - Lou Piniella, Kansas City Royals (AL)
  - Ted Sizemore, Los Angeles Dodgers (NL)

## Temporada Regular
Liga Americana
| División Este       | División Este | División Este | División Este | División Este | División Este | División Este |
| Equipo              | V             | D             | CTE           | JD            | LOCAL         | VISITA        |
| ------------------- | ------------- | ------------- | ------------- | ------------- | ------------- | ------------- |
| Baltimore Orioles   | 109           | 53            | 0.673         | —             | 60–21         | 49–32         |
| Detroit Tigers      | 90            | 72            | 0.556         | 19            | 46–35         | 44–37         |
| Boston Red Sox      | 87            | 75            | 0.537         | 22            | 46–35         | 41–40         |
| Washington Senators | 86            | 76            | 0.531         | 23            | 47–34         | 39–42         |
| New York Yankees    | 80            | 81            | 0.497         | 28½           | 48–32         | 32–49         |
| Cleveland Indians   | 62            | 99            | 0.385         | 46½           | 33–48         | 29–51         |

| División Oeste     | División Oeste | División Oeste | División Oeste | División Oeste | División Oeste | División Oeste |
| Equipo             | V              | D              | CTE            | JD             | LOCAL          | VISITA         |
| ------------------ | -------------- | -------------- | -------------- | -------------- | -------------- | -------------- |
| Minnesota Twins    | 97             | 65             | 0.599          | —              | 57–24          | 40–41          |
| Oakland Athletics  | 88             | 74             | 0.543          | 9              | 49–32          | 39–42          |
| California Angels  | 71             | 91             | 0.438          | 26             | 43–38          | 28–53          |
| Kansas City Royals | 69             | 93             | 0.426          | 28             | 36–45          | 33–48          |
| Chicago White Sox  | 68             | 94             | 0.420          | 29             | 41–40          | 27–54          |
| Seattle Pilots     | 64             | 98             | 0.395          | 33             | 34–47          | 30–51          |

Liga Nacional  
| División Este         | División Este | División Este | División Este | División Este | División Este | División Este |
| Equipo                | V             | D             | CTE           | JD            | LOCAL         | VISITA        |
| --------------------- | ------------- | ------------- | ------------- | ------------- | ------------- | ------------- |
| New York Mets         | 100           | 62            | 0.617         | —             | 52–30         | 48–32         |
| Chicago Cubs          | 92            | 70            | 0.568         | 8             | 49–32         | 43–38         |
| Pittsburgh Pirates    | 88            | 74            | 0.543         | 12            | 47–34         | 41–40         |
| St. Louis Cardinals   | 87            | 75            | 0.537         | 13            | 42–38         | 45–37         |
| Philadelphia Phillies | 63            | 99            | 0.389         | 37            | 30–51         | 33–48         |
| Montreal Expos        | 52            | 110           | 0.321         | 48            | 24–57         | 28–53         |

| División Oeste       | División Oeste | División Oeste | División Oeste | División Oeste | División Oeste | División Oeste |
| Equipo               | V              | D              | CTE            | JD             | LOCAL          | VISITA         |
| -------------------- | -------------- | -------------- | -------------- | -------------- | -------------- | -------------- |
| Atlanta Braves       | 93             | 69             | 0.574          | —              | 50–31          | 43–38          |
| San Francisco Giants | 93             | 69             | 0.574          | —              | 50–31          | 43–38          |
| Cincinnati Reds      | 89             | 73             | 0.549          | 4              | 50–31          | 39–42          |
| Los Angeles Dodgers  | 85             | 77             | 0.525          | 8              | 50–31          | 35–46          |
| Houston Astros       | 81             | 81             | 0.500          | 12             | 52–29          | 29–52          |
| San Diego Padres     | 52             | 110            | 0.321          | 41             | 28–53          | 24–57          |

## Postemporada
|  | Campeonato de la Liga | Campeonato de la Liga | Campeonato de la Liga |   |    | Serie Mundial     | Serie Mundial | Serie Mundial |
|  |                       |                       |                       |   |    |                   |               |               |
|  | Este                  | Baltimore Orioles     | 3                     |   |    |                   |               |               |
|  | Oeste                 | Minnesota Twins       | 0                     |   |    |                   |               |               |
|  |                       |                       |                       |   | AL | Baltimore Orioles | 1             |               |
|  |                       | NL                    | New York Mets         | 4 |    |                   |               |               |
|  | Este                  | New York Mets         | 3                     |   |    |                   |               |               |
|  | Oeste                 | Atlanta Braves        | 0                     |   |    |                   |               |               |

|                                     |
| Campeón New York Mets Primer Título |

## Líderes de la liga

### Liga Americana
Líderes de Bateo 
| Categoría           | Jugador          | Equipo | Marca |
| ------------------- | ---------------- | ------ | ----- |
| Porcentaje de bateo | Rod Carew        | MIN    | .332  |
| Cuadrangulares      | Harmon Killebrew | MIN    | 49    |
| Carreras Impulsadas | Harmon Killebrew | MIN    | 140   |
| Carreras Anotadas   | Reggie Jackson   | OAK    | 123   |
| Hits                | Tony Oliva       | MIN    | 197   |
| Robo de Bases       | Tommy Harper     | SEP    | 73    |

Líderes de Pitcheo 
| Categoría         | Jugador        | Equipo | Marca |
| ----------------- | -------------- | ------ | ----- |
| Victorias         | Denny McLain   | DET    | 24    |
| Derrotas          | Luis Tiant     | CLE    | 20    |
| ERA               | Dick Bosman    | WSA    | 2.19  |
| Ponches           | Sam McDowell   | CLE    | 279   |
| Entradas Lanzadas | Denny McLain   | DET    | 325   |
| Juegos salvados   | Ron Perranoski | MIN    | 31    |

### Liga Nacional
Líderes de Bateo 
| Categoría           | Jugador               | Equipo  | Marca |
| ------------------- | --------------------- | ------- | ----- |
| Porcentaje de bateo | Pete Rose             | CIN     | .348  |
| Cuadrangulares      | Willie McCovey        | SFG     | 45    |
| Carreras Impulsadas | Willie McCovey        | SFG     | 126   |
| Carreras Anotadas   | Bobby Bonds Pete Rose | SFG CIN | 120   |
| Hits                | Matty Alou            | PIT     | 231   |
| Robo de Bases       | Lou Brock             | STL     | 53    |

Líderes de Pitcheo 
| Categoría         | Jugador        | Equipo | Marca |
| ----------------- | -------------- | ------ | ----- |
| Victorias         | Tom Seaver     | NYM    | 25    |
| Derrotas          | Clay Kirby     | SDP    | 20    |
| ERA               | Juan Marichal  | SFG    | 2.10  |
| Ponches           | Fergie Jenkins | CHC    | 273   |
| Entradas Lanzadas | Gaylord Perry  | SFG    | 325.1 |
| Juegos salvados   | Fred Gladding  | HOU    | 29    |